# 神女星
神女星（64 Angelina）是一顆中型的小行星，也是一顆不常見的E型小行星。神女星為第三大的E型小行星，僅次於侍神星與禍神星。坦普爾於1861年3月4日發現神女星，也是他發現的5個小行星中的第1個。
E型小行星於衝的位置會發出不尋常的光輝，這個現象也在木星的衛星木卫一、木卫二與木卫三及土星的衛星土卫八上發現過。
| 前一小行星： (63)澳女星 | 小行星列表 | 後一小行星： (65)原神星 |